# Aproksymatyw
Aproksymatyw – inaczej teza ogólna. Istnieją dwa rodzaje aproksymatywu: denotacyjny i konotacyjny.

## Aproksymatyw denotacyjny
Nazwa jest aproksymatywem denotacyjnym, jeśli istnieją takie obiekty, o których konotacja tej nazwy nie rozstrzyga, czy należą do desygnatów tej nazwy. Inaczej mówiąc istnieją przedmioty, o których nie wiemy czy można je tak nazwać. Znaczenie takich nazw możemy uściślić odpowiednią definicją.

### Przykład: wysoki człowiek
Wiemy, że o Michaelu Jordanie można powiedzieć „wysoki człowiek”. Wiemy także, że nie można tak określić Napoleona. Co jednak zrobić, jeśli mamy do czynienia z osobą przeciętnego wzrostu, np. Aleksandrem Kwaśniewskim? Czy możemy już nazwać taką osobę wysoką, czy jeszcze nie? Jeśli jeszcze nie, to od jakiego wzrostu zaczynają się ludzie wysocy?
Nazwę „wysoki człowiek” można uściślić ustalając granicę wzrostu, od której będziemy uważali ludzi za wysokich, np. 190 cm.

## Aproksymatyw konotacyjny
Nazwa jest aproksymatywem konotacyjnym, jeśli istnieją cechy, co do których nie jesteśmy w stanie rozstrzygnąć czy należą do konotacji danej nazwy. Takiej nazwy nie możemy uściślić dodając cech do konotacji.

### Przykład: piękny przedmiot
Czy użyteczność należy do cech pięknego przedmiotu? Nie jesteśmy w stanie powiedzieć czy cecha użyteczności należy do konotacji pięknego przedmiotu, inaczej mówiąc czy wszystkie przedmioty piękne są użyteczne. Jeśli jedna osoba stwierdzi, że tak jest, a inna że wręcz przeciwnie to prawdopodobnie inaczej definiują piękno lub użyteczność.
Dodawanie kolejnych cech do konotacji nazwy piękny przedmiot nie pomoże rozstrzygnąć czy użyteczność należy do tej konotacji. Możemy natomiast stworzyć definicję projektującą (i w tym przypadku konstrukcyjną), np. że przedmioty zgromadzone w tym muzeum są piękne i żadne inne.

## Paradoks łysego
Pojęcie aproksymatywu wiąże się z tzw. "paradoksem łysego". Jak odpowiedzieć na pytanie:
Ile włosów trzeba mieć, żeby nie zostać nazwanym łysym?
Nazwa łysy jest tutaj aproksymatywem denotacyjnym.